# La Rochette (Hautes-Alpes)
La Rochette ist eine französische Gemeinde mit 473 Einwohnern (Stand 1. Januar 2022) im Département Hautes-Alpes in der Region Provence-Alpes-Côte d’Azur. Sie gehört zum Kanton Chorges und zum Kommunalverband Vallée de l’Avance.

## Geografie
La Rochette liegt am Tal der Luye am Fuß des Berges Puy de Manse im Massif des Écrins, 7,4 Kilometer nordöstlich von Gap, zwischen dem Kantonshauptort La Bâtie-Neuve im Südosten und der Nachbargemeinde Forest-Saint-Julien im Nordwesten. Die Luye entspringt bei La Bâtie-Neuve. Die Ortsteile liegen auf verschiedener Höhe. Die lieux-dits („Ort, der genannt wird...“) Manse-Vieille, Le Puy und Les Moutas liegen im Gebirge nördlich des Ortskerns, die lieux-dits Le Village (Ortskern) und Les Guérins liegen über dem Tal aber am Fuß des Puy de Manse, die Weiler Pont-Sarrazin und Petit Larra liegen südlich des Ortskerns im Tal der Luye. Dementsprechend ist das Klima in den nördlichen und mittleren Ortsteilen im Winter kalt, es fällt viel Schnee und die Bise weht häufig, im Tal der Luye ist das Klima milder und entspricht dem von Gap.

## Geschichte
La Rochette war schon in gallo-römischer Zeit (52 v. Chr. bis 486) besiedelt. Der Ort Ictodurum lag wahrscheinlich in Manse-Vieille. Bekräftigt wird diese Theorie durch Funde von gallo-römischen Grabstätten in Manse-Vieille. In der Nähe des Orts lag ein anderes lieu-dit mit dem Namen Route Soubeyrane (etwa „höchste Straße“), das 1591 urkundlich erwähnt wurde. Das könnte ebenfalls ein Indiz sein. Ictodurum lag an der Via Domitia auf halbem Weg zwischen Vapincum (Gap) und Caturigomagus (Chorges). Andere Theorien verlegen Ictodurum nach La Bâtie-Vieille, La Bâtie-Neuve oder gar nach Avançon.
Der Ortsname erschien erstmals urkundlich im 14. Jahrhundert als Rocheta, was in provenzalischer Sprache eine kleine Befestigungsanlage bezeichnet.

### Einwohnerentwicklung
| 1962 | 1968 | 1975 | 1982 | 1990 | 1999 | 2006 | 2016 |
| 276  | 282  | 314  | 368  | 397  | 375  | 375  | 469  |

## Sehenswürdigkeiten
Auf einem Steilhang namens Chapeau de Napoléon (Napoleons Hut) steht die Ruine der Burg Auriac aus dem 12. Jahrhundert.